# Діді Хорші
Діді Хорші (груз. დიდი ხორში) — село в Грузії.
За даними перепису населення 2014 року в селі проживає 175 осіб.